# Dawid Kwiatkowski (album)
Dawid Kwiatkowski – siódmy album studyjny polskiego piosenkarza Dawida Kwiatkowskiego. Wydawnictwo ukazało się 29 października 2021 nakładem wytwórni muzycznej Warner Music Poland.
Album zadebiutował na 2. miejscu polskiej listy sprzedaży – OLiS.
Krążek uzyskał status platynowej płyty za sprzedaż ponad 30 tysięcy kopii.
Płyta promowana była singlami: „Bez ciebie”, „Proste”, „Nieważne”, „Idziesz ze mną” oraz „Co z nami będzie". Do wszystkich powstały teledyski.

## Lista utworów
Opracowano na podstawie materiału źródłowego.
| Nr | Tytuł utworu                          | Tekst                                                                                 | Muzyka                                                                                | Czas |
| -- | ------------------------------------- | ------------------------------------------------------------------------------------- | ------------------------------------------------------------------------------------- | ---- |
| 1  | „Nieważne”                            | Dawid Kwiatkowski, Małgorzata Uścisłowska, Patryk Kumór                               | Dawid Kwiatkowski, Małgorzata Uścisłowska, Patryk Kumór, Dominic Buczkowski-Wojtaszek | 3:19 |
| 2  | „Bez ciebie”                          | Dawid Kwiatkowski, Małgorzata Uścisłowska, Patryk Kumór                               | Dawid Kwiatkowski, Małgorzata Uścisłowska, Patryk Kumór, Dominic Buczkowski-Wojtaszek | 3:18 |
| 3  | „Co z nami będzie”                    | Dawid Kwiatkowski, Małgorzata Uścisłowska, Patryk Kumór                               | Dawid Kwiatkowski, Małgorzata Uścisłowska, Patryk Kumór, Dominic Buczkowski-Wojtaszek | 3:29 |
| 4  | „Cześć”                               | Dawid Kwiatkowski, Małgorzata Uścisłowska, Patryk Kumór, Dominic Buczkowski-Wojtaszek | Dawid Kwiatkowski, Małgorzata Uścisłowska, Patryk Kumór, Dominic Buczkowski-Wojtaszek | 3:21 |
| 5  | „Idziesz ze mną”                      | Dawid Kwiatkowski                                                                     | Dawid Kwiatkowski, Małgorzata Uścisłowska, Patryk Kumór, Dominic Buczkowski-Wojtaszek | 3:17 |
| 6  | „Dalej”                               | Dawid Kwiatkowski, Małgorzata Uścisłowska, Patryk Kumór                               | Dawid Kwiatkowski, Małgorzata Uścisłowska, Patryk Kumór, Dominic Buczkowski-Wojtaszek | 2:52 |
| 7  | „Proste”                              | Dawid Kwiatkowski, Małgorzata Uścisłowska, Patryk Kumór                               | Dawid Kwiatkowski, Małgorzata Uścisłowska, Patryk Kumór, Dominic Buczkowski-Wojtaszek | 3:03 |
| 8  | „Chciałbym”                           | Dawid Kwiatkowski, Patryk Kumór                                                       | Dawid Kwiatkowski, Patryk Kumór, Dominic Buczkowski-Wojtaszek                         | 3:04 |
| 9  | „Kto tam jest?” (gość: Sound’n’Grace) | Dawid Kwiatkowski, Patryk Kumór                                                       | Dawid Kwiatkowski, Małgorzata Uścisłowska, Patryk Kumór, Dominic Buczkowski-Wojtaszek | 3:02 |
| 10 | „Doskonałe miejsca”                   | Dawid Kwiatkowski, Patryk Kumór                                                       | Dawid Kwiatkowski, Patryk Kumór, Dominic Buczkowski-Wojtaszek                         | 2:45 |
| 11 | „Nie zrobisz mi tak”                  | Dawid Kwiatkowski, Małgorzata Uścisłowska, Patryk Kumór                               | Dawid Kwiatkowski, Małgorzata Uścisłowska, Patryk Kumór, Dominic Buczkowski-Wojtaszek | 3:41 |

## Pozycje na listach sprzedaży
| Państwo | Lista | Najwyższa pozycja |
| ------- | ----- | ----------------- |
| Polska  | OLiS  | 2                 |